# Serguei Firsànov
Serguei Nikolàievitx Firsànov (en rus Сергей Николаевич Фирсанов, Velikié Louki, óblast de Pskov, 3 de juliol de 1982) és un ciclista rus, professional des del 2005. Actualment corre per l'equip Gazprom-RusVelo. En el seu palmarès destaquen algunes curses d'una setmana de segon nivell, com la Volta a la Comunitat de Madrid de 2012 o la Setmana Internacional de Coppi i Bartali de 2016.

## Palmarès
- 2005
  - 1r al Giro de la Toscana sub-23
- 2006
  - Vencedor d'una etapa de la Volta a Bulgària
  - Vencedor d'una etapa del Bałtyk-Karkonosze Tour
- 2007
  - 1r al Memorial Oleg Diatxenko
- 2008
  - Vencedor d'una etapa del Gran Premi Ringerike
  - 1r al Way to Pekin i vencedor de 3 etapes
  - Vencedor d'una etapa de la Volta a Eslovàquia
- 2009
  - 1r al Gran Premi Ringerike i vencedor d'una etapa
  - 1r a la Boucle de l'Artois i vencedor d'una etapa
  - 1r a la Friendship People North-Caucasus Stage Race
- 2010
  - 1r als Cinc anells de Moscou i vencedor d'una etapa
  - 1r a la Friendship People North-Caucasus Stage Race i vencedor de 2 etapes
- 2011
  - Vencedor d'una etapa del Gran Premi d'Adiguèsia
  - 1r als Cinc anells de Moscou i vencedor d'una etapa
  - 1r a la Friendship People North-Caucasus Stage Race i vencedor de 5 etapes
- 2012
  - Vencedor d'una etapa del Gran Premi d'Adiguèsia
  - 1r a la Volta a la Comunitat de Madrid i vencedor d'una etapa
- 2014
  - 1r al Volta al Caucas i vencedor d'una etapa
- 2015
  - 1r al Gran Premi de l'Alcalde de Sotxi
  - 1r al Gran Premi d'Adiguèsia i vencedor d'una etapa
  - Vencedor d'una etapa al Tour de l'Azerbaidjan
- 2016
  - 1r a la Setmana Internacional de Coppi i Bartali i vencedor d'una etapa
  - 1r al Giro dels Apenins

### Resultats al Giro d'Itàlia
- 2016. 30è de la classificació general
- 2017. 96è de la classificació general